# Gamal Abdel Nasser Airport
Gamal Abdel Nasser Airport (engelska: Tobruk Airport) är en flygplats i Libyen. Den ligger i den nordöstra delen av landet, 1 000 km öster om huvudstaden Tripoli. Gamal Abdel Nasser Airport ligger 155 meter över havet.
Terrängen runt Gamal Abdel Nasser Airport är platt.  Trakten runt Gamal Abdel Nasser Airport är nära nog obefolkad, med mindre än två invånare per kvadratkilometer. Trakten runt Gamal Abdel Nasser Airport är ofruktbar med lite eller ingen växtlighet.